# Chicago XIV
Chicago XIV je dvanajsti studijski album chichaške rock zasedbe Chicago, ki je izšel leta 1980. Album je bil posnet v času slabšega zanimanja za skupino in ostaja eden najslabše prodajanih albumov skupine, ki ni dosegel zlatega certifikata s strani RIAA. To je tudi zadnji studijski album skupine, ki je izšel pri založbi Columbia Records, in zadnji, pri katerem je sodeloval tolkalist Laudir de Oliveira.

## Ozadje
Po komercialno in kritično neuspešnem albumu Chicago 13 in odhodu kitarista Donnieja Dacusa, se je skupina odločila za novo strategijo. Na snemanjih je kitaro igral Chris Pinnick, ki je kasneje postal polnopravni član skupine. Člani skupine so poskusili tudi z novim producentom, Tomom Dowdom, ki je predtem sodeloval z izvajalci kot so Aretha Franklin, Cream, Eric Clapton in Toto. Skupina, ki je pustila zvok plesnih klubov, ki ga lahko zaznamo na predhodniku, je z Dowdom posnela vitkejši, bolj racionalen album, ki je, po predvidevanjih, dobil naslov Chicago XIV. Chicago XIV je verjetno najmanj orkestriran album skupine, kar je bil verjetno odgovor na premalo producirane skladbe novega vala na radiu v tem času.

## Naslovnica
Naslovnico je oblikoval umetniški direktor založbe Columbia, John Berg, vsebuje pa črn prstni odtis na beli podlagi, v katerega je vselan logotip skupine. Zadnja stran ovitka vsebuje sliko črnega prstnega odtisa brez logotipa skupine. Na notranji strani ovitka je na beli podlagi naveden seznam skladb in sodelujočih ter štirje črni prstni odtisi z logotipom skupine. Berg je za naslovnico prejel nominacijo za grammyja za najboljšo naslovnico albuma. Ovitek je bil v sezoni 2012-13 vključen v razstavo Bergovih ovitkov albumov v Guild Hall of East Hampton in je del stalne zbirke Muzeja modernih umetnosti v New Yorku.

## Izdaja in posledice
Peter Cetera je napisal štiri od desetih skladb na albumu in postajal vse bolj pomemben pri pisanju skladb zasedbe, kot pa je bil v preteklosti. Prispeval je zmes balad ter pop in rock skladb. Robert Lamm je prispeval rockovski »Manipulation« in »I'd Rather Be Rich« (skladbo iz 1975), James Pankow je napisal hitrejšo »The American Dream«, Lamm in Danny Seraphine pa sta prispevala »Thunder and Lightning«. Tako kot predhodnik Chicago 13, tudi Chicago XIV ni izboljšal usode skupine. Za publiko, ki kupuje plošče, je bil izgled Chicaga pokopan leta 1980. Postalo je jasno, da bo vsak nov poskus pridobitve poslušalcev odveč.

Album je bil slabo promoviran s strani založbe Columbia Records, ki je bila vse bolj nezadovoljna s komercialnim neuspehom skupine, in je dosegel komaj 71. mesto ameriške lestvice Billboard 200. Zopet ni bilo hit singlov, »Thunder and Lightning« se je uvrstil pod top 50, »Song for You« pa se sploh ni uvrstila na lestvico Billboard Hot 100. Nekateri koncerti promocijske turneje so bili slabo obiskani. Pri založbi Columbia Records so ugotovili, da se je odnos med njimi in skupino precej razvrednotil in so prekinili pogodbo s skupino. Robert Lamm je leta 1982 dejal:
| “ | Mislim, da bolj ko so bili zaskrbljeni, bolj je šlo navdušenje. Posebno potem, ko jih je Jeff Wald, ki je bil naš menedžer leta 1978 in 1979, nekako prisilil v sklenitev smešne večmilijonske pogodbe, kjer so morali vsakič, ko smo izdali album, kašljati milijon dolarjev. CBS se ni približala temu, da bi dobili denar nazaj, in so hoteli prekiniti pogodbo. V bistvu so nam na koncu plačali, da smo jih zapustili. | ” |

Kot poravnavo za predčasno prekinitev dogovora, je Columbia izdala drugi kompilacijski album skupine in izločila Chicago iz založbe. Denar, ki ga je skupina dobila od založbe, je bil uporabljen za samostojno snemanje albuma Chicago 16, skupina pa je tačas iskala novo založbo in zatem sklenila pogodbo z založbo Warner. Člani skupine so ob začetku snemanja albuma Chicago 16 spoznali, da tolkalski slog latin/jazz, ki je bil očiten v drugi polovici 70. let, več ne ustreza pop zvoku skupine, kar je pripeljalo do odhoda tolkalista Laudirja de Oliveire.:200 Cetera se je med premorom skupine osredotočil na svoj debitantski studijski album.
Leta 2003 je bil album remasteriziran in ponovno izdan pri založbi Rhino Records s tremi dodatnimi skladbami, »Doin' Business«, ki je prvič izšla leta 1991 na kompilacijskem albumu Group Portrait, »Live It Up« in »Soldier of Fortune«.

## Seznam skladb
| Stran 1 | Stran 1                   | Stran 1                               | Stran 1     | Stran 1 |
| Št.     | Naslov                    | Pisec                                 | Vokal       | Dolžina |
| ------- | ------------------------- | ------------------------------------- | ----------- | ------- |
| 1.      | „Manipulation‟            | Robert Lamm                           | Lamm        | 3:45    |
| 2.      | „Upon Arrival‟            | Lamm/Peter Cetera                     | Cetera/Lamm | 3:48    |
| 3.      | „Song for You‟            | Cetera                                | Cetera      | 3:41    |
| 4.      | „Where Did the Lovin' Go‟ | Cetera                                | Cetera      | 4:06    |
| 5.      | „Birthday Boy‟            | Danny Seraphine/David "Hawk" Wolinski | Cetera      | 4:55    |

| Stran 2 | Stran 2                 | Stran 2        | Stran 2     | Stran 2 |
| Št.     | Naslov                  | Pisec          | Vokal       | Dolžina |
| ------- | ----------------------- | -------------- | ----------- | ------- |
| 6.      | „Hold On‟               | Cetera         | Cetera      | 4:15    |
| 7.      | „Overnight Cafe‟        | Cetera         | Cetera      | 4:19    |
| 8.      | „Thunder and Lightning‟ | Lamm/Seraphine | Lamm/Cetera | 3:32    |
| 9.      | „I'd Rather Be Rich‟    | Lamm           | Lamm        | 3:08    |
| 10.     | „The American Dream‟    | James Pankow   | Cetera      | 3:19    |

| Dodatne skladbe na ponovni izdaji | Dodatne skladbe na ponovni izdaji | Dodatne skladbe na ponovni izdaji | Dodatne skladbe na ponovni izdaji | Dodatne skladbe na ponovni izdaji |
| Št.                               | Naslov                            | Pisec                             | Vokal                             | Dolžina                           |
| --------------------------------- | --------------------------------- | --------------------------------- | --------------------------------- | --------------------------------- |
| 11.                               | „Doin' Business‟                  | Lamm                              | Lamm                              | 3:31                              |
| 12.                               | „Live It Up‟                      | Pankow                            | Cetera                            | 3:23                              |
| 13.                               | „Soldier of Fortune‟              | Lamm                              | Lamm                              | 3:50                              |

## Osebje

### Chicago
- Peter Cetera – bas, glavni vokal, spremljevalni vokal
- Laudir de Oliveira – tolkala
- Robert Lamm – klaviature, glavni vokal, spremljevalni vokal
- Lee Loughnane – trobenta
- James Pankow – trombon
- Walter Parazaider – pihala
- Danny Seraphine – bobni

### Dodatni glasbeniki
- Chris Pinnick – kitara
- Mark Goldenberg – kitara
- David "Hawk" Wolinski – klaviature
- Ian Underwood – klaviature

### Produkcija
- Producent: Tom Dowd
- Koordinator produkcije: Schatzi Hagerman
- Inženir, miks: Michael Carnevale
- Asistenti inženirja: Karat Faye, Bill Freesh, Ricky Delena.
- Mastering: Bernie Grundman
- Oblikovanje: John Berg
- Naslovnica in črke: Gerard Huerta

## Lestvice
Album
| Leto | Lestvica      | Mesto | Sklic  |
| ---- | ------------- | ----- | ------ |
| 1980 | Billboard 200 | 71    | [ 10 ] |

Singli
| Leto | Singel                  | Lestvica          | Mesto | Sklic  |
| ---- | ----------------------- | ----------------- | ----- | ------ |
| 1980 | »Thunder and Lightning« | Billboard Hot 100 | 56    | [ 11 ] |

## Opombi
1. ↑  Posnetek skladbe iz leta 1975, ki je malenkost drugačna od končne verzije, je izšel kot dodatna skladba na ponovni izdaji albuma Chicago X pri založbi Rhino Records.
2. ↑  Ponovna izdaja na zgoščenki kot avtorje navaja Lamma, Seraphina in Cetero.